# 프시호트로니카
프시호트로니카(체코어: Psychotronika, 러시아어: Психотроника, 영어: psychotronics 사이코트로닉스[*])는 1950년대 말에 체코슬로바키아의 Zdeněk Rejdák 가 제창한 유사과학이다. 그는 초심리학(parapsychologie)이라는 말과 부정적으로 연관되는 것을 피하고자 이 말을 고안했다. 1973년, 제1차 프시호트로니카 국제학술대회는 프시호트로니카를 생명체와 그 안팎의 환경 사이의 상호작용 그리고 그 상호작용 뒤에 도사린 에너지 과정을 연구하는 다학제적 분야로 정의했다. 프시호트로니카는 텔레파시, 염동력(psychokinesis), 신통력(clairvoyance)과 같은 현상들을 연구했고, 그러한 현상들에 마르크스-레닌주의 유물론의 공식적 교의를 따르는 과학적 설명을 부여한다고 자처했다.
1960년대 말에서 1990년대 초까지, 싸이코트로닉스는 공산주의 체코슬로바키아에서 공식적인 과학 학제였고, 여러 학술공간에서 연구가 이루어졌다. 그러나 국제적으로 인정받은 적은 한 번도 없었고, 벨벳혁명 이후로는 연구 분과가 폐지되었다. 그 이후로 몇몇 개인이나 단체들이 관여하고 있을 뿐, 학계 주류에서는 인정하지 않고 있다.
싸이코트로닉스의 주요 특징은 초상심리학에서 다루는 현상들이 사실 아직 물리학에서 발견되지 못한 어떤 에너지의 작용이라고 설명하는 것이었다. 싸이코트로닉스에 따르면 인간 정신과 관련된 이 에너지는 빛보다 빠르게 움직이고, 거리에 따라 약화되지 않고, 물질적 장애물로 차폐되지 않는 등 다른 에너지들에게서 관찰되지 않는 성질들을 가지고 있다.